# South African Airways
South African Airways je největší letecká společnost v Jihoafrické republice a národní vlajkový dopravce, se sídlem v Airways Parku na Mezinárodním letišti v Johannesburgu v Kemptom Parku, Ekurhuleni, Gautengu. K roku 2018 létal do 56 destinací po celém světě z hlavního letiště společnosti v Johannesburgu či v Kapském Městě. V roce 2017 zaměstnával 8 tisíc lidí, v roce 2017 společnost přepravila 6,7 milionů cestujících.

## Historie

### Začátky

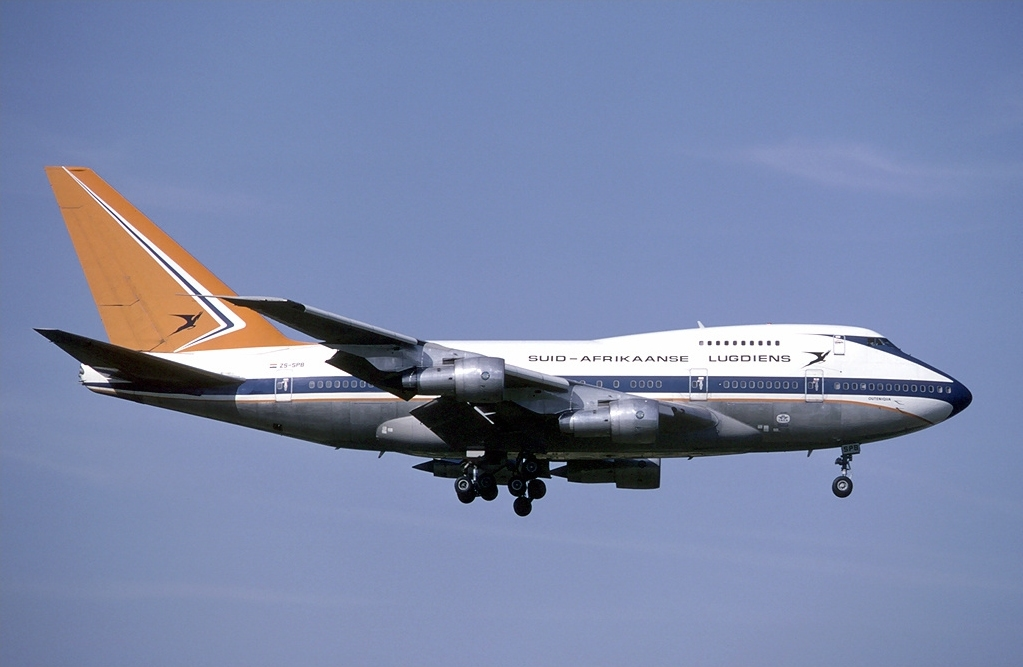
Boeing 747SP společnosti South African v roce 1983

South African Airways byly založeny dne 1. února 1934, po akvizici Union Airways jihoafrickou vládou. Prvotně měla společnost čtyřicet zaměstnanců a jedním strojem de Havilland DH.60 Gypsy Moth, jedním de Havilland 80A Puss Moth a třemi Junkers F 13, také si vypůjčily letadla Junkers F 13 a Junkers A 50. Po akvizici dostala společnost jméno South African Airways. Aerolinky odkoupili jihoafrická železnice a správa přístavů (dnes Transmet). V tomtéž roce začaly první charterové lety. 1. února následujícího roku koupily aerolinky společnost South West African Airways, které od roku 1932 provozovaly lety mezi Windhoekem a Kimberleyi. V tom samém období společnost objednala tři stroje typi Junkers Ju 52/3m, které byly dodány v říjnu roku 1934 a po deseti dnech od dodání byly uvedeny do provozu. Tato letadla byla konstruována tak, aby unesla 14 pasažérů a čtyři členy posádky. Stroje byly využívány třikrát týdně při letech do Durbanu a Johannesburgu a jednou týdně při letech do Durbanu, Východního Londýna, Port Elizabeth a Kapského Města. Dne 1. července 1935 přesunula společnost své sídlo na letiště Rand. Brzy poté se k flotile společnosti připojil čtvrtý Junker Ju 52/3m.

### 21. století
Od roku 2011 již tato společnost není zisková, pravidelně končí ve ztrátě. Dotuje ji Jihoafrická vláda, k roku 2018 poskytla již 20 miliard randů (přibližně 35 miliard korun). V roce 2020 stát odmítl žádost aerolinky o 10 miliard randů (přibližně 13 miliard korun). Aerolinka tak bez dostatku financí míří ke krachu.

## Destinace a společnosti

### Destinace
South African Airways létá do 30 mezinárodních destinací ve 26 zemích v Africe, Evropě, Americe, Asii a Austrálii. Spolu s Air France, British Airways, Delta Air Lines, Emirates, Korean Air, Qantas, Qatar Airways, Singapore Airlines a United Airlines, létá na všech 6 obydlených kontinentů. Společnost má silné zastoupení v jižní Africe, zatímco v Jihoafrické republice létá jen do 5 měst.
V prosinci roku 2010 společnost oznámila, že zahájí lety do nových destinací, kterými jsou Cotonou, Benin, Abuja, Nigérie, Madagaskar, Republika Kongo, Kamerun a Burundi. Od 1. září 2011 začne společnost létat také do Pekingu v Číně.

### Spolupracující společnosti
South African Airways spolupracují s těmito společnostmi (codeshare) (2018):
| - Air Canada - Air China - Air Mauritius - Air New Zealand - Air Seychelles - All Nippon Airways - Asiana Airlines | - Avianca Brazil - EgyptAir - Emirates - Ethiopian Airlines - Etihad Airways - JetBlue | - LAM Mozambique Airlines - LATAM Brasil - Lufthansa - Mango - Qantas - RwandAir - Scandinavian Airlines | - Singapore Airlines - Swiss International Air Lines - TAAG Angola Airlines - TAP Air Portugal - United Airlines - Virgin Australia |

## Flotila
K 3. únoru 2018 měla flotila strojů South African Airways průměrný věk 9,8 let.

### Historická flotila
Během let používaly South African Airways následující typy letadel (aktuálně využívané stroje v této tabulce nejsou):